# Priscilla Almodovar
Priscilla Almodovar (New York, 17 giugno 1967) è un'imprenditrice e dirigente d'azienda statunitense, dal dicembre 2022 CEO di Fannie Mae, la prima donna a ricoprire questo incarico in azienda. Ha una vasta esperienza nel settore finanziario e immobiliare.

## Biografia
Nata a New York da genitori portoricani, Almodovar è cresciuta a Sunset Park, Brooklyn e Freeport, Long Island. Laureata in giurisprudenza alla Columbia Law School,  ha iniziato la sua carriera presso lo studio legale White & Case. Ha ricoperto il ruolo di vicedirettore politico per la campagna governativa di New York di Eliot Spitzer nel 2005 e ha assunto la guida della New York State Housing Finance Agency nel gennaio 2007. Durante il suo mandato, ha guidato la negoziazione per il mantenimento dell'accessibilità economica a Starrett City, Brooklyn, NY, uno dei complessi residenziali più grandi e più misti dal punto di vista economico e razziale del paese.

## Carriera
Almodovar è diventata amministratore delegato di JPMorgan Chase, supervisionando due delle attività immobiliari nazionali della società. Nominata una delle donne più influenti nel settore immobiliare dalla rivista Affordable Housing Finance nel 2016, le viene riconosciuto il merito di essere stata determinante nell'impegno dell'azienda per la ripresa economica di Detroit.
Nel 2019 Almodovar è entrata a far parte di Enterprise Community Partners come presidente e amministratore delegato. Nominata dalla rivista  Fortune come una delle "50 latine più potenti",  ha supervisionato la creazione di Enterprise's Equitable Path Forward nel 2020, un'iniziativa da 3,5 miliardi di dollari, progettata per investire in fornitori di alloggi per persone di colore a prezzi accessibili in tutto il paese.
Nel 2021, sotto la sua guida, Enterprise ha collaborato con Morgan Stanley per lanciare il Disaster Recovery Accelerator Fund, un programma da 25 milioni di dollari per ridurre fino a due anni il tempo necessario affinché i fondi di soccorso governativi raggiungano i proprietari di alloggi multifamiliari in affitto a prezzi accessibili dopo i disastri naturali.
Almodovar è stata anche co-presidente dell'Health Innovation Council dello Stato di New York ed è stata premiata dallo United Hospital Fund per il suo lavoro volto a creare comunità stabili e sane.
Dal 2021, Almodovar fa parte del comitato consultivo sull'energia del Segretario all'Energia degli Stati Uniti, Jennifer Granholm, ed è membro del suo gruppo di lavoro locale per affrontare la transizione energetica delle comunità svantaggiate.
Almodovar ha lasciato l'Enterprise nel settembre 2022. Nel dicembre 2022 diventa il nuovo CEO di Fannie Mae.

## Vita privata
È sposata con Eric Dinallo, sovrintendente alle assicurazioni dello Stato di New York dal 2007 al 2010. Hanno due figli.